# Электромагнитный Отряд — Мегарейнджеры
Электромагнитный Отряд - Мегарейнджеры (англ. Denji Sentai Megaranger) - двадцать первый сезон популярного японского сериала Super Sentai. Его кадры были адаптированы для американской адаптации Могучие рейнджеры: В космосе. Сезон стилизован на тематику цифровых технологий и кибер пространства. 

## Сюжет
Профессор Эйкичи Кубота собирает команду из пятерых подростков, включая молодого старшеклассника Кенту Датэ чтобы защитить Землю от вторжения злой межгалактической империи Неджиреджи. Секретная организация I.N.E.T. снабжает Мегарейнджеров технологиями и снаряжением для борьбы с Неджиреджи. Империю возглавляет Доктор Хинелар, бывший человек, Генерал Юганда, Генерал Шиболена, генерал Бибидеви и за ними стоит загадочный Электро-Король Джавиус I.   
На протяжении сезона Мегарейнджеры сталкиваются с разными рода планами злодеев по порабощению Земли, при этом обсуждая и решая свои собственные подростковые проблемы. Доктор Хинелар стремится завоевать Землю при этом свергая Джавиуса и занимая трон Неджиреджи. В кульминации сезона раскрывается что Хинелар сам человек предавший человечество и бывший друг профессора Куботы. В финале сезона Мегарейнджеры лишаются своих тайн личности и сходятся с Хинеларом в их финальной битве.   

## Персонажи

### Рейнджеры
- Кента Датэ - Красный Мегарейнджер. Лидер команды. Роль играет Хайато Ошиба.
- Койчиро Эндо - Чёрный Мегарейнджер. Роль играет Атсуши Эхара.
- Чисато Джогасаки - Жёлтый Мегарейнджер. Роль играет Эри Танака.
- Шун Намики - Синий Мегарейнджер. Роль играет Масайя Матцуказе.
- Мика Имамура - Розовый Мегарейнджер. Роль играет Мэми Хигашияма.
- Юуске Хайакава - Серебряный Мегарейнджер. Роль играет Шигеру Канай.

### Союзники
- Профессор Эйкичи Кубота - администратор и наставник Мегарейнджеров. Роль играет Сатору Сайто.
- Тачибана
- Шого Кавасаки
- Поп
- Ширли

### Антагонисты

#### Армия Неджиреджи
Неджиреджи - древняя космическая межпространственная империя, пришедшая завоевать Землю. Их повелитель Джавиус I был убит и узурпирован Доктором Хинеларом. Все члены Неджиреджи были на протяжении сезона уничтожены Мегарейнджерами, а их планы по захвату Земли сошли на нет. 
- Доктор Хинелар - лидер и главнокомандующий Неджиреджи. Роль играет Тетцуо Моришита.
- Командир Юганда - главнокомандующий Неджиреджи. Роль озвучивает Хиротака Судзуоки. Костюм играет Ясухиро Такеучи.
- Командир Гуиралл - генерал Неджиреджи, посланный Джавиусом. Соперник Хинелара. Роль озвучивает Татцуюки Джиннай. Физически играет Наоки Офуджи.
- Генерал Шиболена - генерал Неджиреджи, созданная как кибернетический клон дочери Хинелара. Роль играет Асами Джо.
- Бибидеви - увеличитель монстров Неджиреджи. Роль озвучивает Томоказу Секи.
- Звери Неджире - монстры Неджиреджи.
- Психо-Недзилары - усовершенствованные монстры Неджиреджи.